# Batalha de Ticino (271)
A Batalha de Ticino (em latim: Ticinum) ou Batalha de Pavia foi travada em 271 perto de Ticino (a moderna cidade de Pavia, na Itália) e terminou com a vitória das forças do imperador romano Aureliano, que destruiu o exército jutungo-alamano que tentava fugir da Itália.

## Contexto
Em 271, os jutungos invadiram a Itália romana. Eles derrotaram o exército de Aureliano na Batalha de Placência mas, quando marchavam para tomar a indefesa Roma, foram repelidos por um exército romano na Batalha de Fano. Os jutungos então pediram a paz, mas o imperador não aceitou e se recusou a oferecer um salvo conduto para que eles se retirassem do território imperial. Numa tentativa de forçar o caminho para casa, eles marcharam para o norte seguindo pela Via Emília. O imperador, por sua vez, queria uma vitória decisiva para recuperar a sua reputação, manchada pela derrota em Placência e também para recuperar o espólio que os jutungos levavam consigo. Com este objetivo, ele iniciou uma perseguição aos invasores, esperando o melhor momento para atacar.

## Batalha
Aureliano atacou os jutungos quando eles entraram na planície perto de Ticino. Ele não conseguiu destruir completamente os inimigos e uma coluna escapou para os Alpes. Porém, mesmo este resto da força invasora foi finalmente capturado por Aureliano na Récia e eliminado.

## Consequências
Depois da vitória, Aureliano assumiu o título de Germânico Máximo (Germanicus Maximus). A diligente campanha de Aureliano também encerrou definitivamente a ameaça dos jutungos, mas a derrota em Placência chocou os romanos, que se viram a mercê dos bárbaros depois de um fracasso de suas legiões. Para defender melhor a capital imperial, Aureliano ordenou a construção de poderosas muralhas para cercar Roma.